# کوجیرو یاسودا
کوجیرو یاسودا (ژاپنی: 安田 虎士朗؛ زادهٔ ۱۴ اوت ۲۰۰۳) یک بازیکن فوتبال اهل ژاپن است.
از باشگاه‌هایی که در آن بازی کرده‌است می‌توان به باشگاه فوتبال توکیو اشاره کرد.